# 이란 주재 외국공관 목록

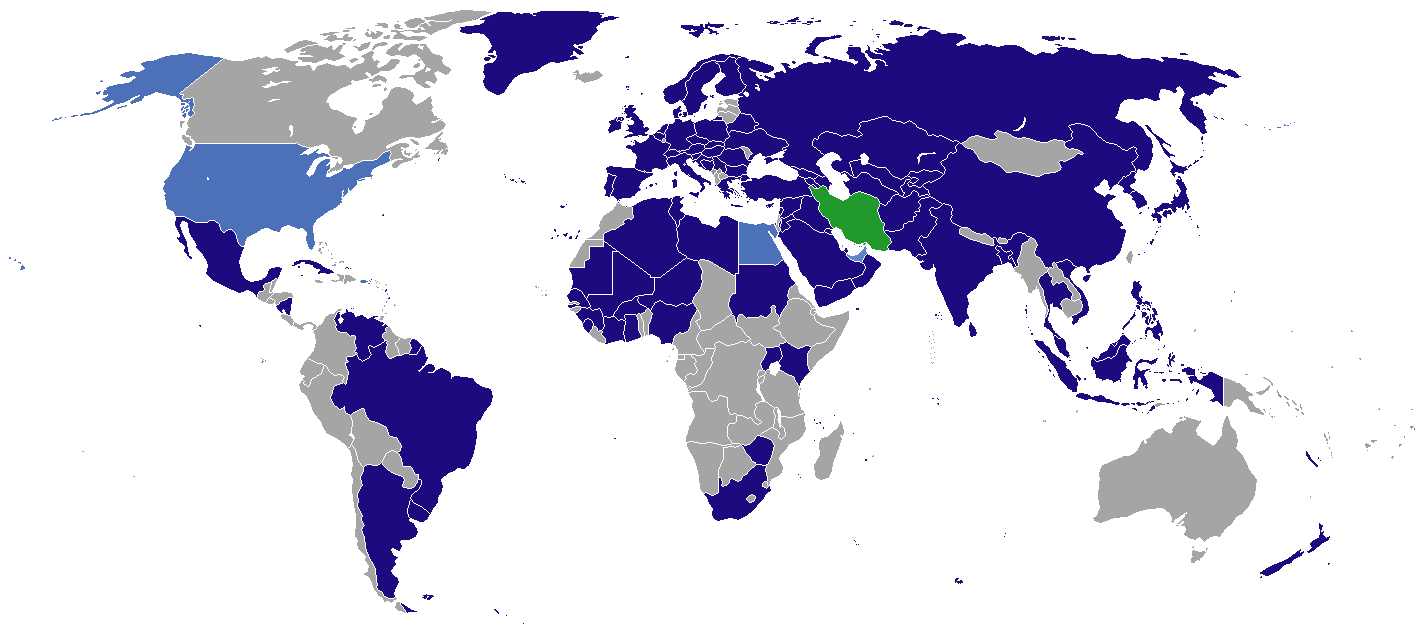
이란 주재 외국공관들.

이란 주재 외국공관 목록은 이란에 주재하는 외국공관(대사관 및 영사관)과 동시에 이란과 외교관계는 수립했으나 이란에 공관을 설치하지 않은 국가에 대해 다룬다. 수도 테헤란에 91개국의 대사관이 설치되어 있다. 없는 경우는 주로 명예 영사관으로 분류되어 이 대열에서 배제된다. 참고로 일부 국가들은 이익대표부를 운영하고 있다. 운영되는 나라는 미국, 이집트, 사우디아라비아 그리고 캐나다가 이에 해당되며 EU, 중화민국, 북키프로스 등의 대표부는 설치되어 있지 않다.

## 테헤란에 설치된 대사관
| - 아프가니스탄 - 알제리 - 아르헨티나 - 아르메니아 - 오스트레일리아 - 오스트리아 - 아제르바이잔 - 방글라데시 - 벨라루스 - 벨기에 - 베냉 - 볼리비아 - 보스니아 헤르체고비나 - 브라질 - 브루나이 - 불가리아 - 부룬디 - 칠레 - 중국 - 코모로 - 코트디부아르 - 크로아티아 - 쿠바 - 키프로스 - 체코 - 덴마크 - 에콰도르 - 핀란드 - 프랑스 - 가봉 - 조지아 - 독일 - 가나 | - 그리스 - 기니 - 기니비사우 - 바티칸 시국 - 헝가리 - 인도 - 인도네시아 - 이라크 - 이탈리아 - 일본 - 요르단 - 카자흐스탄 - 케냐 - 조선민주주의인민공화국 - 대한민국 - 키르기스스탄 - 레바논 - 리비아 - 말레이시아 - 말리 - 모리타니 - 멕시코 - 네덜란드 - 뉴질랜드 - 니카라과 - 나이지리아 - 노르웨이 - 오만 - 파키스탄 - 팔레스타인 - 필리핀 | - 폴란드 - 포르투갈 - 카타르 - 루마니아 - 러시아 - 세네갈 - 세르비아 - 시에라리온 - 슬로바키아 - 소말리아 - 남아프리카 공화국 - 스페인 - 스리랑카 - 수단 - 스웨덴 - 스위스 - 시리아 - 타지키스탄 - 태국 - 튀니지 - 튀르키예 - 투르크메니스탄 - 우간다 - 우크라이나 - 아랍에미리트 - 영국 - 우루과이 - 우즈베키스탄 - 베네수엘라 - 베트남 - 짐바브웨 |

## 비상주공관
- 알바니아 (앙카라)
- 앙골라 (아부 다비)
- 부탄 (뉴델리)
- 캄보디아 (뉴델리)
- 과테말라 (뉴욕)[1]
- 아이티 (로마)
- 아이슬란드 (오슬로)
- 자메이카 (쿠웨이트 시티)
- 라오스 (뉴델리)
- 리투아니아 (앙카라)[2]
- 몰타 (발레타)[3]
- 몽골 (뉴델리)
- 미얀마 (뉴델리)
- 네팔 (이슬라마바드)[4]
- 파라과이 (베이루트)
- 페루 (뉴델리)
- 싱가포르 (싱가포르)[5]
- 탄자니아 (리야드)[6]
- 토고 (쿠웨이트 시티)

## 테헤란에 설치된 이익대표부
이하 이익대표부들은 스위스 대사관을 통해 관리되며, 그 외의 다른 나라에도 관리를 따로 둔다.
- 캐나다 (이익보호국 -  스위스 주재 대사관을 통해 이익대표부를 운영중)[7]
- 이집트 (이익보호국 -  스위스 주재 대사관을 통해 이익대표부를 운영중)[8]
- 사우디아라비아 (이익보호국 -  스위스 주재 대사관을 통해 이익대표부를 운영중)[8]
- 미국 (이익보호국 -  스위스 주재 대사관을 통해 이익대표부를 운영중)[8]

## 영사관 및 총영사관
아바즈
- 이라크

반다르아바스
- 인도
- 아랍에미리트

이스파한
- 러시아

고르간
- 카자흐스탄

케르만샤
- 이라크

마슈하드
- 아프가니스탄
- 이라크
- 키르기스스탄
- 파키스탄
- 투르크메니스탄
- 튀르키예

라슈트
- 러시아

사리
- 카자흐스탄

시라즈
- 인도

타브리즈
- 아제르바이잔
- 튀르키예

우르미아
- 튀르키예

자헤단
- 아프가니스탄
- 인도
- 파키스탄

## 이전에 설치된 대사관들
- 바레인
- 콜롬비아
- 이집트
- 에콰도르
- 쿠웨이트
- 모로코
- 사우디아라비아
- 수단
- 소말리아
- 예멘

## 같이 보기
- 이란의 재외공관 목록